# Diócesis de Angulema
La diócesis de Angulema (en latín: Dioecesis Engolismensis y en francés: Diocèse d'Angoulême) es una circunscripción eclesiástica de la Iglesia católica en Francia. Se trata de una diócesis latina, sufragánea de la arquidiócesis de Poitiers. Desde el 9 de noviembre de 2015 su obispo es Hervé Gosselin.

## Territorio y organización

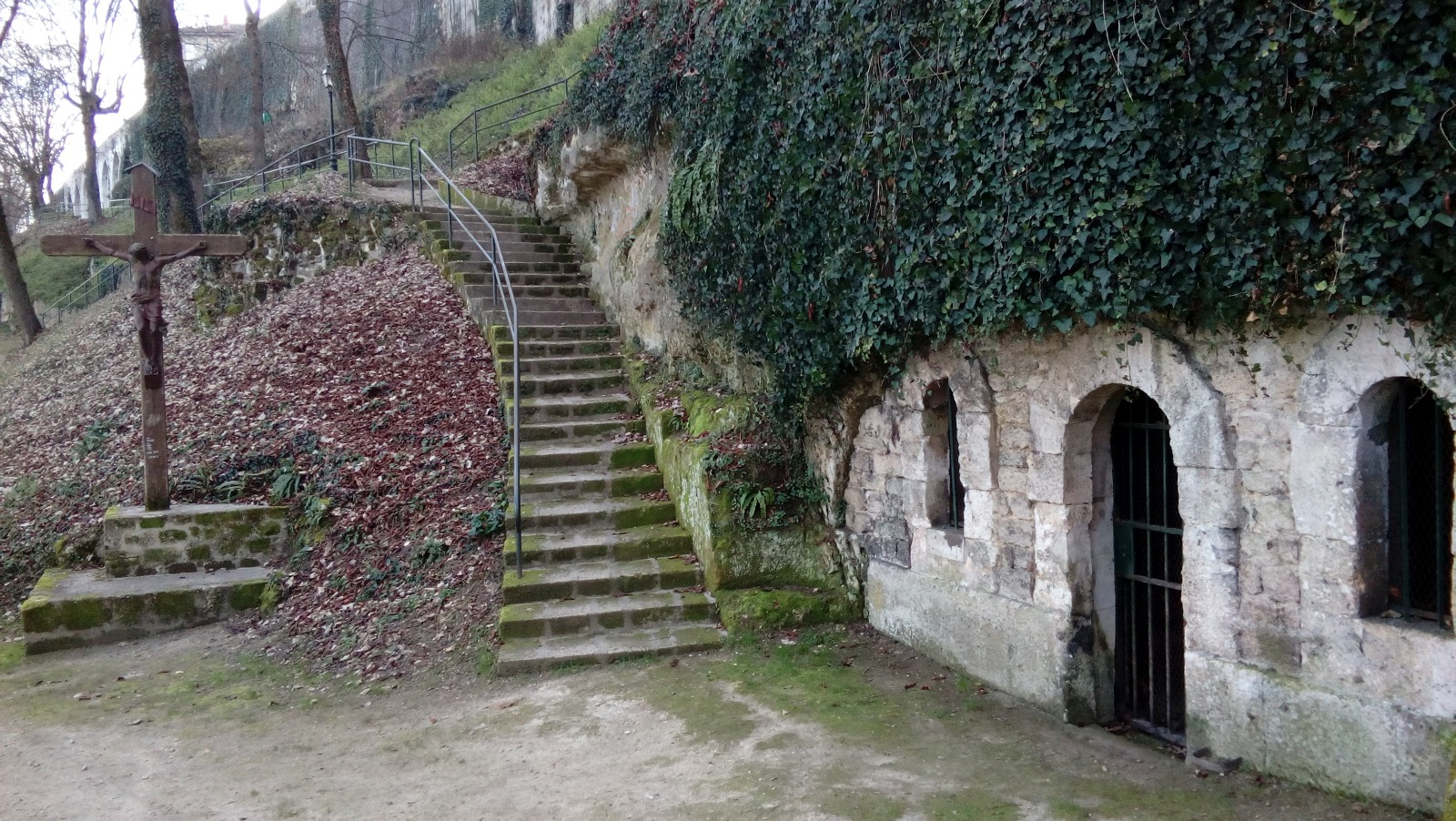
Gruta de Saint-Cybard, en Angulema

La diócesis tiene 5956 km² y extiende su jurisdicción sobre los fieles católicos de rito latino residentes en el departamento de Charente, en la región de Nueva Aquitania.

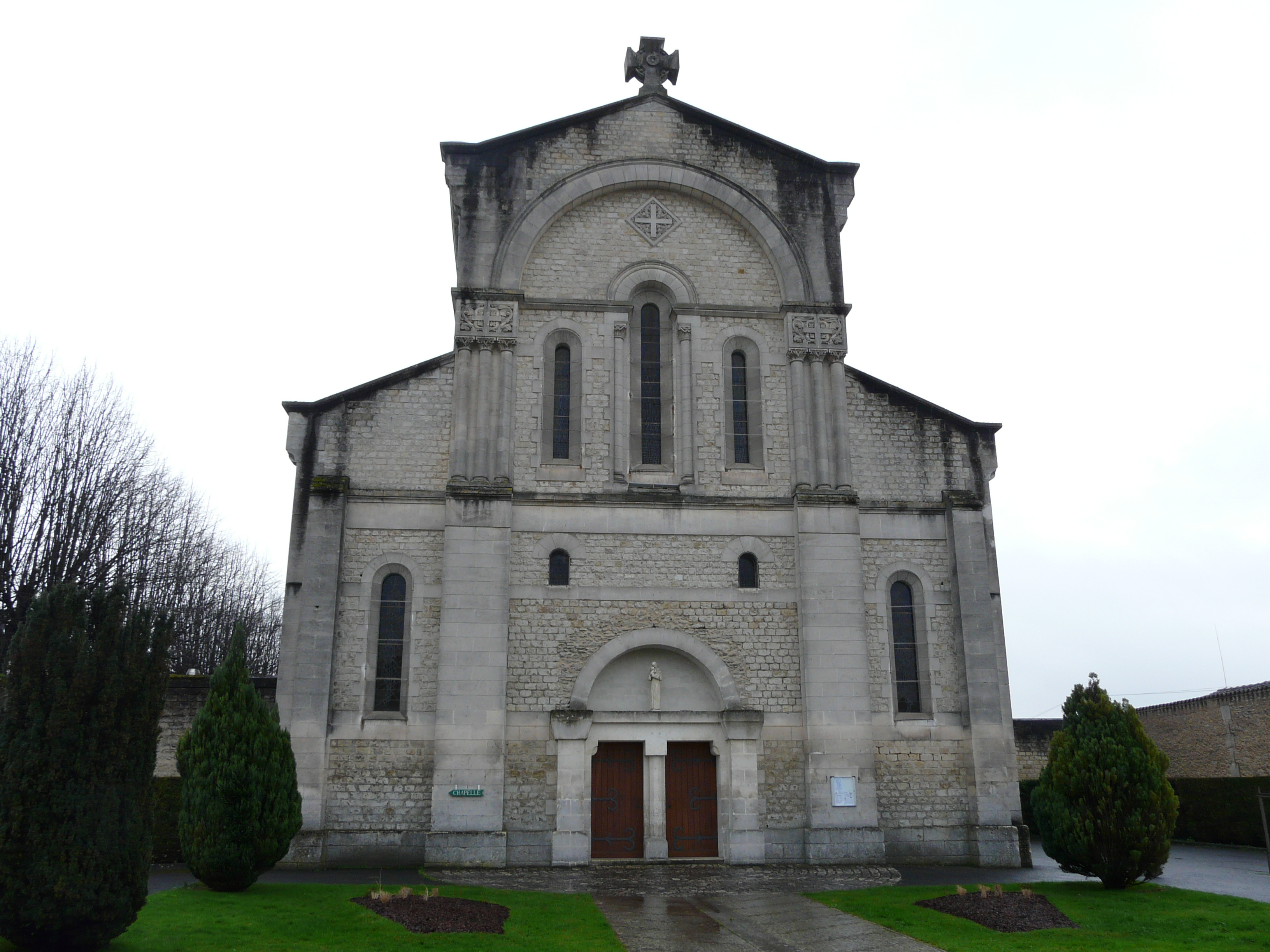
Iglesia de San Antonio, en Cognac

La sede de la diócesis se encuentra en la ciudad de Angulema, en donde se halla la Catedral de San Pedro.
En 2022 en la diócesis existían 29 parroquias agrupadas en 5 decanatos.

## Historia
La diócesis de la civitas Ecolisnenses está atestiguada desde el siglo IV, sufragánea de la arquidiócesis de Burdeos, sede metropolitana de la provincia romana de Aquitania II. Según la tradición, el primer obispo y patrono de la diócesis fue san Ausonio, cuyo culto está atestiguado a partir del siglo X/XI. Según Louis Duchesne, si este santo existió realmente, no debió vivir antes del siglo IV.
El primer obispo de Angulema históricamente documentado es Dinamio, atestiguado por Gregorio de Tours, quien, retomando las palabras de Paulino, define a Dinamio como uno de los obispos más dignos de su tiempo. Un obispo de este nombre, pero sin indicación de la sede a la que pertenecía, firmó la carta de los obispos de la Galia al papa León I el Magno en el año 451.
En la segunda mitad del siglo V la diócesis cayó en poder del rey visigodo Eurico, que apoyaba la herejía arriana. Parece que en este período, la sede permaneció vacante durante algunas décadas. Otro período de crisis en la diócesis se produjo entre los siglos VII y VIII, época en la que la sucesión episcopal parece verse interrumpida, debido a las invasiones de los vikingos.
El cabildo de canónigos de la catedral está atestiguado a partir del siglo IX, hacia los años 868/878. Constituía el "tribunal episcopal" y estaba integrado por 9 sacerdotes, 6 diáconos y algunos subdiáconos. A partir del siglo X también se distinguieron los roles dentro del capítulo, apareciendo el deán, el portero, el ostiario, el preboste y el tesorero. Algunos canónigos se convirtieron entonces en obispos de Angulema: Godalberto, diácono en 868, Anatolio, benefactor del capítulo en 879, y de nuevo Gumbaldo, que en 918, una vez obispo, dotó al capítulo de varias tierras.
En la Alta Edad Media, la sede de Angulema estaba ocupada por obispos que por un lado destacaban por su piedad y religiosidad, pero que, por otros casos, estaban más preocupados por los asuntos temporales de su tiempo que por el cuidado de sus diócesis. Hugo de Jarnac (973-990), según un cronista contemporáneo, intentó apoderarse del condado de Angulema y por ello despilfarró los bienes de la diócesis. Su sucesor Grimoaldo (991-1018) también utilizó los bienes de la Iglesia como si fueran su propiedad personal y para fines personales. También fue responsable de la reconstrucción de la catedral, destruida por un incendio en 981, que fue consagrada en 1015. Grimoaldo fue el primer obispo enterrado, a petición suya, en la catedral, mientras que sus predecesores habían preferido ser enterrados en el monasterio de San Cybard.
El obispo Gérard de Blaye (1101-1136) fue uno de los obispos medievales más importantes de Angulema. Fue legado papal de varios papas, lo que le facilitó la implementación de iniciativas y medidas a favor de su diócesis. Bajo su episcopado se celebraron tres sínodos diocesanos, en 1117, 1118 y 1121. Reformó el capítulo de canónigos, separando los bienes de la mensa episcopal de los del capítulo, con la aprobación del papa Pascual II en 1110. El propio papa prohibió a cualquier persona que no fuera miembro del capítulo elegir al obispo de Angulema. Gérard se comprometió también a aumentar el número de parroquias y a construir nuevas iglesias, incluida la nueva catedral, consagrada en 1128. Dañada durante las guerras religiosas del siglo XVI, fue reconstruida en 1628. Finalmente, durante el episcopado de Gérard de Blaye se aumentó el número de monasterios presentes en la diócesis.
«Los primeros sucesores de Gérard de Blaye, monjes o canónigos antes de ser obispos, continuaron su obra y aumentaron la autoridad episcopal con la santidad de su vida y con sus cualidades de administradores y pastores. Desde mediados del siglo XIII, los señores obispos culturalmente preparados, los condes de Angulema, dominaron y defendieron eficazmente las prerrogativas feudales de su sede episcopal.»
Durante el siglo XVI la Reforma protestante invadió la diócesis. El propio Juan Calvino pudo predicar, con el consentimiento del capítulo de canónigos, en el interior de la catedral. La noche del 17 al 18 de noviembre de 1558 un grupo de protestantes saqueó la ciudad, destruyendo o dañando gravemente la mayoría de las estatuas religiosas que adornan la ciudad. Las guerras religiosas llevaron muerte y destrucción. En 1562 un ejército de 6000 hombres devastó la diócesis, decenas de sacerdotes fueron ejecutados, los tesoros de la catedral y de los numerosos monasterios diocesanos fueron robados, los bienes culturales y los libros fueron incendiados.
Correspondió al obispo Charles de Bony (1567-1603) y a sus sucesores reconstruir moral y materialmente la diócesis. En 1575 se elaboró un ritual que sustituyó a los libros litúrgicos que habían sido destruidos. La catedral fue restaurada y reabierta en 1634. Sólo en el siglo XVII los obispos pudieron comprometerse en la aplicación de los decretos de reforma del Concilio de Trento, especialmente François de Péricard (1647-1687): llamó a los jesuitas y a otros institutos religiosos a la diócesis; fundó institutos religiosos diocesanos e impuso la obligación de establecer la hermandad del Santísimo Sacramento en todas las parroquias de la diócesis; en 1655 publicó nuevos estatutos diocesanos, que se mantuvieron vigentes hasta 1870; en 1673 fundó el seminario diocesano, que su sucesor amplió y confió a los lazaristas.
A raíz del concordato con la bula Qui Christi Domini del papa Pío VII del 29 de noviembre de 1801, la geografía eclesiástica francesa fue completamente revisada, cuyas diócesis se hicieron coincidir con los departamentos. Antes de la Revolución francesa la diócesis era muy pequeña, con una longitud máxima de 56 km y una anchura máxima de 40. La nueva diócesis incluía los departamentos de Charente y Dordoña, e incorporaba porciones de territorio que pertenecían a las diócesis de Périgueux, Sarlat, Saintes, Limoges y Poitiers.
El 6 de octubre de 1822 la diócesis de Angulema fue dividida en dos, para la restauración de la diócesis de Périgueux, a la que fue cedido el departamento de Dordoña mediante la bula Paternae charitatis del papa Pío VII.
El 8 de diciembre de 2002, tras la reorganización de los distritos eclesiásticos franceses, pasó a formar parte de la provincia eclesiástica de la arquidiócesis de Poitiers.

## Estadísticas
Según el Anuario Pontificio 2023 la diócesis tenía a fines de 2022 un total de 269 000 fieles bautizados.
| Año                                                                             | Población            | Población | Población      | Sacerdotes | Sacerdotes    | Sacerdotes    | Bautizados por sacerdote | Diáconos permanentes | Religiosos | Religiosos | Parroquias |
| Año                                                                             | Bautizados católicos | Total     | % de católicos | Total      | Clero secular | Clero regular | Bautizados por sacerdote | Diáconos permanentes | Varones    | Mujeres    | Parroquias |
| ------------------------------------------------------------------------------- | -------------------- | --------- | -------------- | ---------- | ------------- | ------------- | ------------------------ | -------------------- | ---------- | ---------- | ---------- |
| 1959                                                                            | 300 000              | 311 137   | 96.4           | 297        | 260           | 37            | 1010                     |                      | 48         | 507        | 362        |
| 1970                                                                            | 320 000              | 331 016   | 96.7           | 266        | 232           | 34            | 1203                     |                      | 40         | 540        | 363        |
| 1980                                                                            | 234 000              | 343 000   | 68.2           | 209        | 171           | 38            | 1119                     | 1                    | 43         | 364        | 430        |
| 1990                                                                            | 280 500              | 340 770   | 82.3           | 172        | 146           | 26            | 1630                     | 4                    | 29         | 362        | 374        |
| 1999                                                                            | 270 000              | 342 000   | 78.9           | 130        | 109           | 21            | 2076                     | 7                    | 33         | 272        | 149        |
| 2000                                                                            | 240 000              | 339 628   | 70.7           | 123        | 106           | 17            | 1951                     | 7                    | 29         | 284        | 148        |
| 2001                                                                            | 240 000              | 339 628   | 70.7           | 114        | 98            | 16            | 2105                     | 7                    | 27         | 258        | 149        |
| 2002                                                                            | 240 000              | 339 628   | 70.7           | 114        | 99            | 15            | 2105                     | 7                    | 26         | 250        | 149        |
| 2003                                                                            | 240 000              | 339 628   | 70.7           | 114        | 96            | 18            | 2105                     | 7                    | 29         | 249        | 139        |
| 2004                                                                            | 240 000              | 339 628   | 70.7           | 110        | 93            | 17            | 2181                     | 7                    | 28         | 234        | 125        |
| 2006                                                                            | 231 000              | 339 600   | 68.0           | 106        | 86            | 20            | 2179                     | 8                    | 38         | 210        | 101        |
| 2012                                                                            | 264 000              | 352 110   | 75.0           | 86         | 66            | 20            | 3069                     | 11                   | 30         | 172        | 88         |
| 2015                                                                            | 276 000              | 367 500   | 75.1           | 75         | 61            | 14            | 3680                     | 11                   | 17         | 144        | 47         |
| 2018                                                                            | 270 000              | 354 000   | 76.3           | 61         | 48            | 13            | 4426                     | 12                   | 18         | 132        | 45         |
| 2020                                                                            | 269 500              | 353 288   | 76.3           | 55         | 44            | 11            | 4900                     | 14                   | 17         | 118        | 35         |
| 2022                                                                            | 269 000              | 352 015   | 76.4           | 54         | 46            | 8             | 4981                     | 13                   | 10         | 87         | 29         |
| Fuente: Catholic-Hierarchy, que a su vez toma los datos del Anuario Pontificio. |                      |           |                |            |               |               |                          |                      |            |            |            |

## Episcopologio
En la Biblioteca Vaticana se conserva un catálogo de los obispos de Angulema, que en su parte más antigua data de finales del siglo X y contiene una serie episcopal hasta Hugues de La Rochefoucauld († 1159 ). El texto del catálogo fue publicado por primera vez por de Puybaudet en 1897. Con la excepción de muchas omisiones relativas a los primeros siglos, Duchesne considera que el catálogo es auténtico debido a su antigüedad.
- San Ausonio †
- Dinamio † (primera mitad del siglo V)[7]
- Lupicino † (antes del 511-después de 541)[7]
- San Aptonio † (circa 542-después de 549)[nota 1]
- Mererio o Magnachario †
- Frontonio †
- Eraclio † (?-circa 580 falleció)[nota 2]
- Nicasio † (antes del 585-después de 590)
- Bassolo † (mencionado en 614)
- Giboaldo † (mencionado en 616)[nota 3]
- Namazio † (mencionado en 627)
- Eparzio o Ebergeno † (siglo VII)[nota 4]
- Tomiano † (antes del 667-después de 673/675)[nota 5]
- Ardoino †[nota 6]
- Fredeberto †[nota 7]
- Sideramno †[nota 8]
- Launo † (antes de 852[nota 9]-después de 860)
- Girbaldo[nota 10]† (?-23 de diciembre de 864 falleció)
- Elia † (antes de 866-22 de septiembre de 875 falleció)
- Oliba † (antes de 879-3 de septiembre de 892 falleció)
- Anatolio † (?-20 de abril de 895 falleció)
- Godalberto †[nota 11]
- Gumbaldo † (febrero de 897-23 de marzo de 940 falleció)
- Fulcaldo † (?-febrero de 951 falleció)
- Ebbone (o Ebulo) † (mayo de 952-18 de enero de 964 falleció)
- Ranulfo † (mayo de 964-14 de enero de 973 falleció)
- Ugo di Jarnac † (21 de marzo de 973-24 de noviembre de 990 falleció)
- Grimoaldo † (circa 991-28 de enero de 1018 falleció)[nota 12]
- Rohon † (circa 1019-9 de abril circa 1031/1038 falleció)
- Gérard I Malard † (mencionado en 1038-15 de junio circa 1040/1043 falleció)
- Guillaume Taillefer † (mencionado en 1043-20 de septiembre de 1076 falleció)
- Aimar † (1076-4 de septiembre de 1101 falleció)
- Gérard de Blaye † (1101-1 de marzo de 1136 falleció)
- Lambert † (1136-13 de junio de 1148 falleció)
- Hugues de La Rochefoucauld † (1148-12 de agosto de 1159 falleció)[nota 13]
- Pierre de Laumont de Sainneville † (1159-después de 1178)
- Jean de Saint-Val † (antes del 1182-circa 1206 falleció)
- Guillaume II † (1206-circa 1226)
- Jean Guillot † (1226-después de 1238)
- Radulf † (1 de junio de 1241-?)
- Pierre I † (antes del 1247-1251)
- Robert de Montberon † (abril de 1251-?)
- Pierre II † (mencionado en 1260)
- Raymond † (mencionado en 1265)
- Guillaume III † (mencionado en 1266)
- Robert † (mencionado en 1268)
- Pierre III † (22 de noviembre de 1272-16 de agosto de 1273 falleció)
- Guillaume de Blaye † (1273-22 de septiembre de 1307 falleció)
- Foulques de La Rochefoucauld, O.P. † (14 de abril de 1308-1312 o 1313 falleció)
- Olivier, O.S.B. † (13 de octubre de 1313-1315 falleció)
- Jean † (1315-? falleció)
- Gaillard de Faugères (o de Falguières) † (24 de enero de 1318-junio de 1328 falleció)
- Aiglin de Blaye † (27 de junio de 1328-1363? falleció)
- Hélie de Pons † (25 de febrero de 1363-? falleció)
- Jean Bertet, O.P.  † (20 de junio de 1380-? falleció)
- Gaillard † (25 de octubre de 1384-1390? falleció)
- Guillaume IV, O.S.B. † (5 de abril de 1391-? falleció)
- Jean Fleury, O.Cist. † (31 de agosto de 1412-13 de julio de 1431 nombrado obispo de Luçon)
- Robert de Montbron † (8 de agosto de 1431-? renunció)
- Geoffroi de Pompadour † (24 de julio de 1465-6 de julio de 1470 nombrado obispo de Périgueux)
- Raoul du Fou † (6 de julio de 1470-22 de noviembre de 1479 nombrado obispo de Évreux)
- Robert de Luxembourg † (15 de noviembre de 1479-? falleció)
- Octavien de Saint-Gelais † (18 de octubre de 1493-1502 falleció)
- Hugues de Baure † (11 de enero de 1503-1505? falleció)
- Antoine d'Estaing † (16 de septiembre de 1506-28 de febrero de 1523 falleció)
- Antoine de La Barre † (14 de enero de 1524-16 de marzo de 1528 nombrado arzobispo de Tours)
- Jacques Babou de La Bourdaisière † (16 de marzo de 1528-26 de noviembre de 1532 falleció)
- Philibert Babou de la Bourdaisière † (13 de enero de 1533-4 de junio de 1567 renunció)
- Charles de Bony † (4 de junio de 1567-14 de diciembre de 1603 falleció)
  - Sede vacante (1603-1607)
- Antoine de La Rochefoucauld † (13 de agosto de 1607-24 de diciembre de 1634 falleció)
- Jacques Le Noël du Perron † (28 de enero de 1636-1646 o 1647 renunció) [nota 14]
- François de Péricard † (18 de febrero de 1647-29 de septiembre de 1687 falleció)
  - Sede vacante (1687-1692)
- Cyprien-Gabriel Bénard de Résay † (10 de marzo de 1692[nota 15]-5 o 12 de enero de 1737 falleció)
- François du Verdier † (16 de diciembre de 1737-21 de septiembre de 1753 falleció)
- Joseph-Amédée de Broglie † (11 de febrero de 1754-19 de abril de 1784 falleció)
- Philippe-François d'Albignac de Castelnau † (25 de junio de 1784-1806 falleció)[nota 16]
- Dominique Lacombe † (30 de abril de 1802-7 de abril de 1823 falleció)
- Jean-Joseph-Pierre Guigou † (3 de mayo de 1824-21 de mayo de 1842 falleció)
- René-François Régnier † (22 de julio de 1842-30 de septiembre de 1850 nombrado arzobispo de Cambrai)
- Antoine-Charles Cousseau † (30 de septiembre de 1850-3 de marzo de 1873 renunció)
- Alexandre-Léopold Sebaux † (21 de marzo de 1873-17 de mayo de 1891 falleció)
- Jean-Baptiste Frérot † (11 de julio de 1892-6 de septiembre de 1899 falleció)
- Jean Louis Mando † (14 de diciembre de 1899-24 de julio de 1900 falleció)
- Joseph-François-Ernest Ricard † (18 de abril de 1901-15 de abril de 1907 nombrado arzobispo de Auch)
- Henri-Marie Arlet † (7 de agosto de 1907-15 de mayo de 1933 falleció)
- Jean-Baptiste Mégnin † (7 de diciembre de 1933-9 de mayo de 1965 falleció)
- René-Noël-Joseph Kérautret † (9 de mayo de 1965 por sucesión-1 de julio de 1975 renunció)
- Georges Rol † (1 de julio de 1975 por sucesión-22 de diciembre de 1993 renunció)
- Claude Jean Pierre Dagens (22 de diciembre de 1993 por sucesión-9 de noviembre de 2015 retirado)
- Hervé Gosselin, desde el 9 de noviembre de 2015